# Duncan Ferguson
Duncan Ferguson (født 27. december 1971 i Stirling, Skotland) er en tidligere skotsk fodboldspiller, der spillede som angriber hos flere skotske og engelske klubber, primært for Everton F.C.. I Skotland var han tilknyttet Dundee United og Rangers F.C. og i England Everton samt Newcastle United.

## Landshold
Ferguson spillede i årene mellem 1992 og 1997 syv kampe for Skotlands landshold. Han repræsenterede sit land ved EM i 1992 i Sverige.